# Juanita Wilson
Juanita Wilson (* 1971 oder 1972 in Dublin) ist eine irische Filmregisseurin und -produzentin.
Wilson besuchte das National College of Art and Design, wo sie Kunst studierte. Zudem studierte sie am Dublin Institute of Technology Design und Journalismus. Nach dem Studium begann sie als Regisseurin zu arbeiten und produzierte zudem die Filme Inside I’m Dancing und H3.
Für ihren ersten Kurzfilm, The Door, der auf einem „Monolog“ aus dem Buch „Tschernobyl. Eine Chronik der Zukunft“ von Swetlana Alexijewitsch basiert, stellte das Irish Film Board finanzielle Mittel zur Verfügung. Gedreht wurde der Film in Kiew und Prypjat. Er handelt von einer Familie und den Veränderungen in deren Leben nach der Katastrophe von Tschernobyl. Die Tochter stirbt an der Strahlenkrankheit und so kehrt der Vater in das Sperrgebiet zu seiner alten Wohnung zurück, um die Eingangstür mitzunehmen. Die Tür dient letztlich als Bahre, um die verstorbene Tochter zu ihrem Grab zu transportieren.
Der Film gewann bei den Irish Film and Television Awards und den Filmfestivals in Bilbao, Cork und Foyle den Preis für den besten Kurzfilm. Zudem erhielten Wilson und Produzent James Flynn eine Oscar-Nominierung in der Kategorie Bester Kurzfilm.
Ihre bisher letzte Regiearbeit war As if I’m not There mit Stellan Skarsgård in der Hauptrolle. Der Film beruht auf Slavenka Drakulićs Buch Als gäbe es mich nicht.
Sie war mit dem Produzenten James Flynn verheiratet.